# 泰道路橋
泰道路橋（英語：Tay Road Bridge）位於蘇格蘭泰灣，屬於A92公路的一部份，連接北面的丹地和南面的泰河畔紐波特，全長2,250（1.4英里），於1966年正式啟用，並取代了以往的渡輪服務。

## 建造
早在1950年代，已提議出建造一條橫跨泰灣的道路橋。1958年8月作出一項交通流量統計，以尋找大橋最佳落腳點。儘管政府反對此項工程，當地說客和鄧迪商人道格拉斯·哈迪爵士對大橋預算帶來了最終協議。
大橋由顧問工程師鄧迪和格拉斯哥WA费尔赫斯特及合夥公司（WA Fairhurst & Partners of Glasgow and Dundee）設計，由創始合夥人，土木工程師威廉·费尔赫斯特直接監工。大橋在1963年3月動工興建。為了興建大橋，需要摧毀鄧迪地標皇家拱門。
大橋歷時3年半完工，耗資約600萬鎊，期間採用了140,000噸混凝土，4,600噸軟鋼和8,150噴結構鋼。大橋的上升梯度為1:81，在鄧迪的海平面高度為9.75米（32.0英尺），而在法夫海平面高度為38.1米（125.0英尺）。1966年7月4日，大橋在伊莉莎白王太后主持下正式啟用。

## 收費
泰道路橋建成時是一條雙向收費的橋樑，電單車、汽車和貨車收費分別是1先令、2先令6便士和10先令，並對在橋上因燃料不足而停駛的車輛進行罰款。1991年6月1日，大橋改為對南行方向車輪收費。2007年5月31日，蘇格蘭議會通過廢除對蘇格蘭境內橋樑的所有行車費，於2008年2月10日午夜生效。